# Aristotile Fioravanti

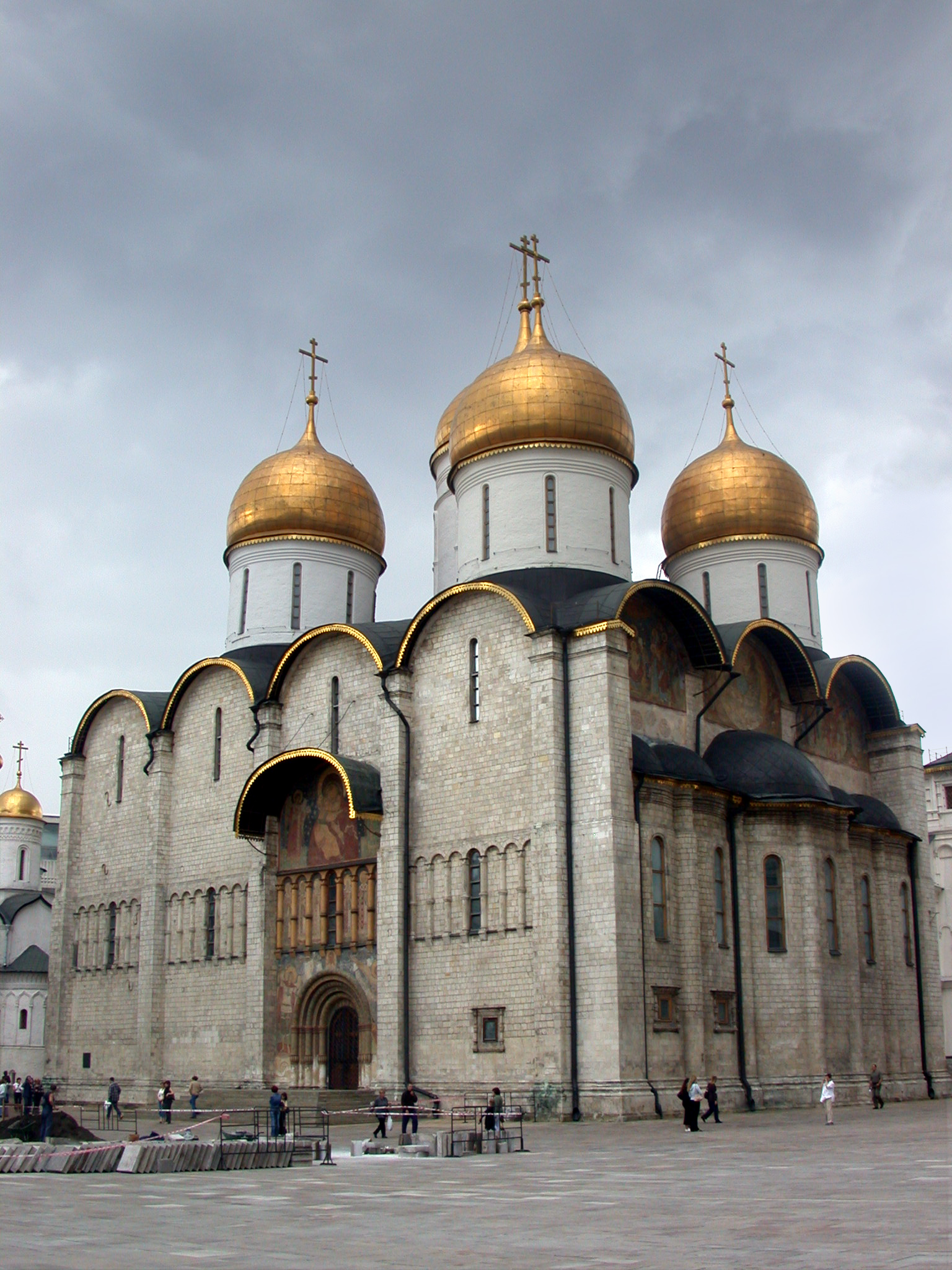
Cathédrale de la Dormition à Moscou.

Ridolfo « Aristotile » Fioravanti (parfois Fieraventi), né vers 1415 ou 1420 à Bologne en Émilie-Romagne, Italie du nord, et mort vers 1486 en Russie, est un architecte et ingénieur italien qui fut actif au XVe siècle et à la Renaissance italienne. Les versions russes de son nom sont : Фиораванти, Фьораванти, Фиеравенти, Фиораванте.

## Biographie
On sait peu de choses sur les premières années de Fioravanti. Il est né à Bologne vers 1415-1420 et appartient à une famille d'architectes et d'ingénieurs hydrauliques. Il est devenu célèbre pour des dispositifs très innovants qu'il a utilisés pour la reconstruction des tours appartenant aux familles nobles de la ville. Entre 1458 et 1467, il a travaillé à Florence au service de Cosme de Médicis ainsi qu'à Milan, puis il retourna dans sa ville natale. À Bologne, il a réalisé les plans du Palais du Podestat, mais l'édifice ne fut terminé, par Giovanni II Bentivoglio, que dans la période 1484–1494.
En 1465, il est invité par le roi Mathias Corvin de Hongrie, qui le qualifiait d'« architecte singulier » (architectus singularis).

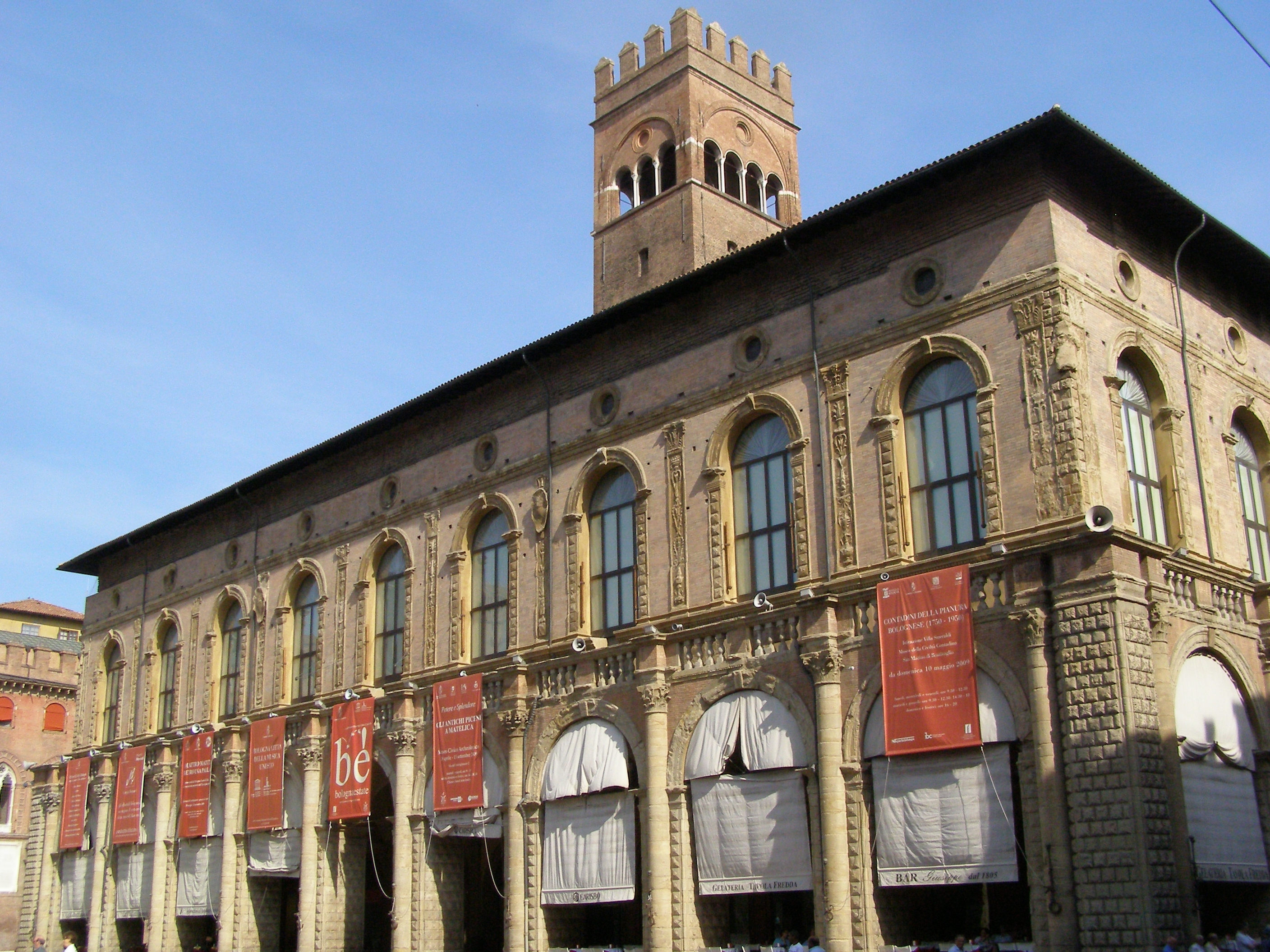
Palais du Podestat à Bologne.

En 1474, il est invité à se rendre en Russie par le boyard Siméon Tolbouzine, ambassadeur du Grand Prince de Moscou Ivan III. Il arrive à Moscou en janvier 1475 et y entreprend (1475–1479) la construction de la cathédrale de l'Assomption (également connue sous le nom de cathédrale de la Dormition), en s'inspirant de la cathédrale éponyme de Vladimir. C'est cette réalisation qui l’a rendu célèbre.
La fin de sa vie reste une énigme : selon certaines informations, il aurait été jeté en prison par Ivan III, lorsqu'il a demandé à retourner en Italie, et serait mort en captivité. Selon d'autres sources, il aurait participé comme ingénieur militaire et commandant de l'artillerie dans les campagnes de Novgorod (1477–1478), Kazan (1482) et de Tver (1485).

## Réalisations
- Palais du Podestat (Bologne)
- Palazzo Salaroli
- Palazzo Felicini (Bologne)
- Kremlin de Moscou
- Cathédrale de la Dormition de Moscou